# Epstein-Barr-Virus-Impfstoff
Ein Epstein-Barr-Virus-Impfstoff (synonym EBV-Impfstoff) ist ein Impfstoff gegen das Epstein-Barr-Virus. Da das EBV zu den Onkoviren gehört, sind EBV-Impfstoffe eine Form der Krebsimpfstoffe.

## Eigenschaften
Es gibt noch keinen zugelassenen EBV-Impfstoff. Experimentelle Impfstoffe verwenden als Antigen das EBV-Protein Gp350/220 oder den an CD4-Epitopen-reichen C-terminalen Bereich des EBV-Proteins EBNA1 als Fusionsprotein mit LMP2 (engl. englisch latent membrane protein 2, „Membranprotein der Viruslatenzphase“) in voller Länge, exprimiert in einem Modified-Vaccinia-Ankara-Virus als viralen Vektor (MVA-EL).
Da das EBV zu den latenten Viren gehört, werden Kombinationen von Proteinen des lytischen und des lysogenen Zyklus untersucht, um eine Immunantwort gegen beide Stadien der Viren zu erzeugen. Die immundominanten B-Zell-Epitope sind die Proteine GP350, VCA, MA, EA(D), EA(R) und EBNA1. Diese eignen sich potentiell für die Erzeugung einer humoralen Immunantwort.